# Глава Республики Хакасия
Глава Республики Хакасия — Председатель Правительства Республики Хакасия (хак. Хакас Республиканың Пазы – Хакас Республиканың Правительство Кнезі) — высшее должностное лицо Республики Хакасия.
Возглавляет высший исполнительный орган государственной власти Республики — правительство Республики Хакасия. Начиная с 1996 года избирается на 5 лет в ходе прямых всенародных выборов. До этого назначался парламентом — Верховным Советом Республики Хакасия.

## Полномочия
Глава Республики Хакасия — председатель правительства Республики Хакасия, согласно статье 96 Конституции Республики Хакасия:
- представляет Республику Хакасия в отношениях с федеральными органами государственной власти, органами государственной власти субъектов Российской Федерации, органами местного самоуправления и при осуществлении внешнеэкономических связей, при этом вправе подписывать договоры и соглашения от имени Республики Хакасия;
- обнародует Конституцию Республики Хакасия и законы Республики Хакасия, удостоверяя их обнародование путём подписания и опубликования законов, либо отклоняет законы, принятые Верховным Советом Республики Хакасия, в течение 14 календарных дней со дня их поступления в Правительство Республики Хакасия;
- в предусмотренных Конституцией Республики Хакасия случаях даёт заключения по законопроектам Республики Хакасия;
- вправе участвовать в работе Верховного Совета Республики Хакасия с правом совещательного голоса;
- вправе требовать созыва внеочередной сессии Верховного Совета Республики Хакасия, а также созывать вновь избранный Верховный Совет Республики Хакасия на первое заседание ранее срока, установленного для этого Конституцией Республики Хакасия, в порядке и по основаниям, предусмотренным законодательством Республики Хакасия;
- определяет основные направления деятельности Правительства Республики Хакасия, организует его работу и руководит его заседанием;
- формирует Правительство Республики Хакасия и принимает решение о его отставке, формирует Администрацию Главы Республики Хакасия — Председателя Правительства Республики Хакасия, определяет структуру исполнительных органов государственной власти Республики Хакасия, назначает и освобождает от должности членов Правительства Республики Хакасия и руководителей иных органов исполнительной власти Республики Хакасия в соответствии с федеральным законодательством и законодательством Республики Хакасия;
- обеспечивает координацию деятельности органов исполнительной власти Республики Хакасия с иными органами государственной власти Республики Хакасия и в соответствии с законодательством Российской Федерации может организовывать взаимодействие органов исполнительной власти Республики Хакасия с федеральными органами исполнительной власти и их территориальными органами, органами местного самоуправления и общественными объединениями;
- с согласия Верховного Совета Республики Хакасия назначает на должность первого заместителя и заместителей Главы Республики Хакасия — Председателя Правительства Республики Хакасия, министра финансов Республики Хакасия, постоянных представителей Республики Хакасия за её пределами;
- согласовывает представление Генерального прокурора Российской Федерации о назначении на должность прокурора Республики Хакасия;
- принимает решения о досрочном прекращении полномочий Верховного Совета Республики Хакасия или Правительства Республики Хакасия в соответствии с федеральным законом;
- представляет в Верховный Совет Республики Хакасия ежегодные отчёты о результатах деятельности Правительства Республики Хакасия, в том числе по вопросам, поставленным Верховным Советом Республики Хакасия;
- представляет Верховному Совету Республики Хакасия для утверждения разработанные Правительством Республики Хакасия проекты бюджета Республики Хакасия, бюджетов внебюджетных фондов Республики Хакасия, обеспечивает их исполнение, представляет отчёты об их исполнении;
- осуществляет иные полномочия в соответствии с федеральным законодательством, Конституцией и законами Республики Хакасия.

## Список глав Республики Хакасия
| № | Глава Республики              | Срок полномочий                           | Примечание                                                                        |
| - | ----------------------------- | ----------------------------------------- | --------------------------------------------------------------------------------- |
| 1 | Владислав Михайлович Торосов  | 3 июля 1991 года — 5 февраля 1992 года    | как председатель исполнительного комитета Совета народных депутатов Хакасской ССР |
| 2 | Евгений Александрович Смирнов | 6 февраля 1992 года — 8 января 1997 года  | как председатель кабинета министров РХ                                            |
| 3 | Алексей Иванович Лебедь       | 9 января 1997 года — 14 января 2009 года  | как председатель правительства Республики Хакасия                                 |
| 4 | Виктор Михайлович Зимин       | 15 января 2009 года — 3 октября 2018 года | как глава Республики Хакасия                                                      |
| — | Михаил Владимирович Развожаев | 3 октября — 15 ноября 2018 года           | как врио главы Республики Хакасия                                                 |
| 5 | Валентин Олегович Коновалов   | с 15 ноября 2018 года                     | как глава Республики Хакасия — председатель правительства Республики Хакасия.     |